# Nothaphoebe konishii
Nothaphoebe konishii är en lagerväxtart som först beskrevs av Bunzo Hayata, och fick sitt nu gällande namn av Bunzo Hayata. Nothaphoebe konishii ingår i släktet Nothaphoebe och familjen lagerväxter. Inga underarter finns listade i Catalogue of Life.